# Daguerréotypes
Daguerréotypes (Brasil: Daguerreótipos ) é um documentário francês de 1976, de Agnès Varda. Apresenta vinhetas da vida na Rue Daguerre - rua de Paris famosa por seus muitos comércios, onde morou a cineasta.
Varda cuidava de seu filho de dois anos no momento das filmagens e não podia ficar muito tempo fora de casa. Por causa disso, todo o filme está confinado em um raio de 90 metros da sua residência - o comprimento dos cabos elétricos do seu equipamento.
A maioria dos perfilados vem de lugares fora de Paris, ou mesmo da França. Ao longo do filme, cada sujeito responde às mesmas três perguntas: "De onde você veio?", "Quando você chegou aqui?", "Por que você veio?".
O nome do filme é um trocadilho complexo: a rua, Rue Daguerre, leva o nome de Louis Daguerre, inventor do método Daguerreótipos de impressão fotográfica. Durante uma narração no filme, Varda explica que os empresários e ocupantes da Rue Daguerre são seus 'tipos', em referência a tipologias tanto como o estilo fotográfico quanto as práticas de classificação social que Varda criticava. Em vários momentos, os sujeitos assumem poses formais e estáticas, como se estivessem em retratos fotográficos de meados do século XIX.